# Фінал клубного чемпіонату світу з футболу 2020
Фінал Клубного чемпіонату світу з футболу 2020 — фінальний матч Клубного чемпіонату світу 2020, футбольного турніру для клубів-чемпіонів кожної з шести конфедерацій ФІФА та чемпіона країни-господарки турніру. Матч відбувся 11 лютого 2021 року на стадіоні «Ед'юкейшн Сіті» у місті Ер-Райян, Катар.
У матчі зіграла німецька «Баварія» (Мюнхен) (переможець Ліги чемпіонів УЄФА 2019/20) і мексиканський «УАНЛ Тигрес» (переможець Ліги чемпіонів КОНКАКАФ 2020). Німецький клуб завдяки голу Бенжамена Павара здобув перемогу 1:0, вдруге вигравши цей трофей і загалом вчетверте став клубним чемпіоном світу. Крім того «Баварія» стала лише другою командою в історії після «Барселони» в 2009 році, яка виграла у футбольному сезоні усі шість турнірів, у яких брала участь.

## Учасники
| Клуб             | Конфедерація | Кваліфікувався як                       | Попередні участі (виділено жирним роки перемог) |
| ---------------- | ------------ | --------------------------------------- | ----------------------------------------------- |
| Баварія (Мюнхен) | УЄФА         | Переможець Ліги чемпіонів УЄФА 2019/20  | МК: 2 (1976, 2001) КЧС: 1 (2013)                |
| УАНЛ Тигрес      | КОНКАКАФ     | Переможець Ліги чемпіонів КОНКАКАФ 2020 | Дебют                                           |

Примітка: 27 жовтня 2017 року ФІФА офіційно визнала, що всі чемпіони Міжконтинентального кубка мають рівний статус з переможцями Клубного чемпіонату світу з футболу.
- МК: Міжконтинентальний кубок (1960—2004)
- КЧС: Клубний чемпіонат світу (2000, 2005—2019)

## Стадіон
23 грудня 2020 року стадіон «Ед'юкейшн Сіті» було офіційно названо ареною фіналу турніру. Однак матчі були перенесені після того, як відкриття міського стадіону було перенесено на початок 2020 року., побудовану 2020 року. Також арена включена до списку стадіонів, що приймуть Чемпіонат світу з футболу 2022 року. На стадіоні також мав пройти фінал попереднього клубного чемпіонату світу 2019 року, однак матчі були перенесені на стадіон «Халіфа», що теж знаходиться у Досі, після того як відкриття міського стадіону було перенесено на початок 2020 року.

## Передумови
«Баварія» вийшла у свій другий фінал клубного чемпіонату світу за два розіграші, зробивши це вперше в 2013 році, коли німецька команді виграла у «Раджі» (Касабланка). Перемога «Баварія» дозволила б мюнхенцям здобути шостий титул за рік, після чемпіонату, кубку і Ліги чемпіонів УЄФА у сезоні 2019/20 та Суперкубка УЄФА and Суперкубка країни на початку наступного сезону 2020/21. Раніше цього подвигу досягла лише «Барселона» у 2009 році (кінець сезону 2008/09 та початок сезону 2009/10). Перед матчем у «Баварії» виникли серйозні втрати: так Жером Боатенг покинув розташування «Баварії» через смерть колишньої дівчини, а Томас Мюллер здав позитивний тест на коронавірус і був ізольований від команди. З цієї ж причини взагалі у турнірі не взяли участь Хаві Мартінес та Александер Нюбель, які здали позитивний тест ще до початку змагання і були замінені у фінальній заявці на гравців молодіжної команди Тьягу Данташа та Лукаса Шнеллера.
«УАНЛ Тигрес» стала першою командою від КОНКАКАФ за всю історію турніру, яка вийшла у фінал клубного чемпіонату світу.

## Шлях до фіналу
| «Баварія» (Мюнхен) | «Баварія» (Мюнхен) |                              | «УАНЛ Тигрес»   | «УАНЛ Тигрес» |
| ------------------ | ------------------ | ---------------------------- | --------------- | ------------- |
| Суперник           | Результат          | Клубний чемпіонат світу 2020 | Суперник        | Результат     |
| —                  | —                  | Другий раунд                 | «Ульсан Хьонде» | 2–1           |
| «Аль-Аглі» (Каїр)  | 2–0                | Півфінал                     | «Палмейрас»     | 1–0           |

## Перебіг матчу
Фінал почав обережно, але з явною перевагою «Баварії». Вже на 18-ій хвилині вона втілилася в забитий м'яч Йозуа Кімміх, який незабаром був скасований VAR через Роберта Левандовського, який стояв на шляху м'яча, перебуваючи при цьому в офсайді. Німецька команда надалі продовжила тиск, але так до перерви забити і не зуміла.
В середині другого тайму мюнхенці такі реалізували свою перевагу. Йозуа Кімміх віддав навісну передачу на Левандовського, від якого в боротьбі з голкіпером м'яч відлетів до Бенжамена Павара, що і добив м'яч у порожні ворота.
Мексиканці на чолі з найкращим бомбардиром турніру Андре-П'єр Жиньяком намагалися огризатися, але всі атаки розбивалися об оборону мюнхенського гранда. У свою чергу, підопічні Фліка могли подвоїти перевагу, але м'яч після удару Корентена Толіссо і сейва голкіпера «Тигрес» Науеля Гусмана влучив у штангу, а згодом удар Дугласа Кости з забійної позиції влучив прямо в голкіпера «тигрів». В результаті фінальний свисток зафіксував мінімальну перемогу європейців.

## Матч
| 11 лютого 2021 21:00 AST |

| Баварія (Мюнхен)   | 1–0      | УАНЛ Тигрес |
| ------------------ | -------- | ----------- |
| Бенжамен Павар 59' | Протокол |             |

| Ед'юкейшн Сіті, Ер-Райян Арбітр: Естебан Остоїч (Уругвай) |

| «Баварія» | УАНЛ |

| ВР               | 1  | Мануель Ноєр (к)        |  |     |
| ПЗ               | 5  | Бенжамен Павар          |  | 59' |
| ЦЗ               | 4  | Ніклас Зюле             |  |     |
| ЦЗ               | 21 | Лукас Ернандес          |  |     |
| ЛЗ               | 19 | Альфонсо Дейвіс         |  |     |
| ЦП               | 6  | Йозуа Кімміх            |  |     |
| ЦП               | 27 | Давід Алаба             |  |     |
| АП               | 10 | Лерой Сане              |  | 73' |
| ПП               | 29 | Кінгслі Коман           |  | 73' |
| ЛП               | 7  | Серж Гнабрі             |  | 64' |
| НП               | 9  | Роберт Левандовський    |  | 73' |
| Заміни:          |    |                         |  |     |
| ВР               | 34 | Лукас Шнеллер           |  |     |
| ВР               | 39 | Рон-Торбен Гоффманн     |  |     |
| ЗХ               | 20 | Буна Сарр               |  |     |
| ПЗ               | 22 | Марк Рока               |  |     |
| ПЗ               | 24 | Корентен Толіссо        |  | 64' |
| ПЗ               | 28 | Тьягу Данташ            |  |     |
| ПЗ               | 42 | Джамал Мусіала          |  | 73' |
| НП               | 11 | Дуглас Коста            |  | 73' |
| НП               | 13 | Ерік Максім Шупо-Мотінг |  | 73' |
| Головний тренер: |    |                         |  |     |
| Ганс-Дітер Флік  |    |                         |  |     |

| ВР               | 1  | Науель Гусман       |     |     |
| ПЗ               | 28 | Луїс Родрігес       | 69' | 80' |
| ЦЗ               | 13 | Дієго Реєс          |     |     |
| ЦЗ               | 3  | Карлос Сальседо     |     |     |
| ЛЗ               | 29 | Хесус Дуеньяс       | 42' |     |
| ПП               | 20 | Хав'єр Акіно        |     |     |
| ЦП               | 5  | Рафаел Каріока      | 90' |     |
| ЦП               | 19 | Гвідо Пісарро (к)   |     |     |
| ЛП               | 23 | Луїс Кіньйонес      |     |     |
| НП               | 32 | Карлос Гонсалес     |     |     |
| НП               | 10 | Андре-П'єр Жиньяк   |     |     |
| Заміни:          |    |                     |     |     |
| ВР               | 35 | Хуан Пабло Чавес    |     |     |
| ВР               | 50 | Артуро Дельгадо     |     |     |
| ЗХ               | 4  | Уго Аяла            |     |     |
| ЗХ               | 14 | Хуан Санчес         |     |     |
| ЗХ               | 18 | Альдо Крус          |     |     |
| ЗХ               | 21 | Франсіско Меса      |     |     |
| ЗХ               | 43 | Ерік Авалос         |     |     |
| ПЗ               | 8  | Хордан Сьєрра       |     |     |
| ПЗ               | 17 | Леонардо Фернандес  |     |     |
| ПЗ               | 22 | Раймундо Фульхенсіо |     |     |
| НП               | 33 | Хуліан Кіньйонес    |     | 80' |
| НП               | 52 | Патрік Огама        |     |     |
| Головний тренер: |    |                     |     |     |
| Рікардо Ферретті |    |                     |     |     |

| Гравець матчу: Йозуа Кімміх («Баварія») Помічники арбітра: Ніколас Таран (Уругвай) Річард Тринідад (Уругвай) Четвертий арбітр]]: Едіна Алвес Батіста (Бразилія) Резервний помічник арбітра: Неуза Бак (Бразилія) Відеоасистент арбітра: Хуліо Баскуньян (Чилі) Помічник відеоасистента: Хаміс аль-Маррі (Катар) | Регламент - 90 хвилин. - 30 хвилин овертайму при необхідності. - Серія післяматчевих пенальті, якщо рахунок залишається рівним. - Дванадцять запасних. - Не більше п'яти замін, з доданням шостої заміни у випадку екстра-таймів. - Максимум одна заміна через струс мозку у гравця не залежно від використаних замін до того. |

### Статистика
| Статистика       | «Баварія» | УАНЛ |
| ---------------- | --------- | ---- |
| Голів            | 0         | 0    |
| Ударів           | 8         | 3    |
| Ударів у площину | 4         | 1    |
| Сейвів           | 1         | 4    |
| Володіння м'ячем | 58%       | 42%  |
| Кутові           | 3         | 2    |
| Фоли             | 6         | 6    |
| Офсайди          | 2         | 0    |
| Жовті картки     | 0         | 1    |
| Червоні картки   | 0         | 0    |

| Статистика       | «Баварія» | УАНЛ |
| ---------------- | --------- | ---- |
| Голів            | 1         | 0    |
| Ударів           | 11        | 0    |
| Ударів у площину | 5         | 0    |
| Сейвів           | 0         | 4    |
| Володіння м'ячем | 52%       | 48%  |
| Кутові           | 1         | 0    |
| Фоли             | 6         | 5    |
| Офсайди          | 0         | 3    |
| Жовті картки     | 0         | 2    |
| Червоні картки   | 0         | 0    |

| Статистика       | «Баварія» | УАНЛ |
| ---------------- | --------- | ---- |
| Голів            | 1         | 0    |
| Ударів           | 19        | 3    |
| Ударів у площину | 9         | 1    |
| Сейвів           | 1         | 8    |
| Володіння м'ячем | 55%       | 45%  |
| Кутові           | 4         | 2    |
| Фоли             | 12        | 11   |
| Офсайди          | 2         | 3    |
| Жовті картки     | 0         | 3    |
| Червоні картки   | 0         | 0    |